# Ідріс Дебі
Ідрі́с Дебі́ (фр. Idriss Déby Itno; 18 червня 1952, Фада, Чад — 20 квітня 2021) — чадський державний і політичний діяч, президент Чаду (1990—2021). Очолював Рух патріотичного порятунку. Очолив країну на чолі повстання проти президента Хіссена Хабре і з тих пір пережив кілька заколотів проти власного правління. Виграв вибори у 1996 та 2001 роках, а після скасування обмежень на терміни знову переміг у 2006, 2011 та 2016 роках.

## Молоді роки і кар'єра до обрання президентом
Ідріс Дебі народився 1952 року в місті Фада на сході Чаду у родині пастора. Походив із клану (племені) горанів народу загава. Після закінчення середньої школи вступив до Офіцерської школи в Нджамені.
Пройшов стажування у Франції в Інституті аеронавтики, повернувшись 1976 року до Чаду з посвідченням професійного пілота.
Працював у держсекторі. 1982 року призначений президентом Хіссеном Хабре заступником начальника штабу Збройних сил Півночі, згодом — начальником Генерального штабу. 1983 року став командувачем збройних сил.
1985 року Дебі зняли з посади і направили на навчання до Паризької військової школи.
Повернувшись на батьківщину 1987 року, Дебі обійняв ключову посаду радника президента з питань безпеки і оборони.
У квітні 1989 року після невдалої спроби державного заколоту знайшов притулок у Судані.
У березні 1990 року в Судані Дебі створив «Патріотичний фронт порятунку» й заходився готувати військові загони для збройного вторгнення до Чаду, що здійснили в листопаді 1990 року. Ввійшовши на чолі повстанців до Нджамени, Дебі 1 грудня 1990 року очолив державу.

## На президентському посту

### 1990-ті
4 грудня 1990 року І. Дебі проголосив себе новим президентом Чаду. Однак у країні збройне протистояння тривало фактично до 1993 року, коли внаслідок національної конференції (січень-квітень) було ухвалено хартію, яка закріплювала засади перехідного періоду розвитку Чаду. Згідно з хартією, головою держави і верховним головнокомандувачем до проведення виборів на багатопартійній основі залишався Ідріс Дебі.
У квітні 1993 року запроваджено багатопартійну систему, однак до очікуваного миру це не призвело. У країні фактично розгорнулась латентна громадянська війна, унаслідок чого перехідний період продовжили до 1994—95 рр. Нарешті в січні 1996 року в Габоні між представниками влади і опозиції уклали угоду про принципи внутрішньополітичного урегулювання.
Одним із пунктів прийнятої декларації передбачалися того ж 1996 року багатопартійні президентські вибори, за результатами двох турів яких Ідріса Дебі легітимізовано на посаді глави держави (69 % голосів від загалу голосів). Парламентські (до Національних зборів) вибори у листопаді 1996 року виграла президентська партія «Патріотичний рух за порятунок» (реорганізований ще в квітні 1991 року Патріотичний фронт порятунку).

### 2000-ні
Перший етап легітимного правління І. Дебі запам'ятався відносним піднесенням економіки країни завдяки відкриттю внутрішніх ринків з подальшим проникненням на них ТНК, зокрема, освоєнням нафтових родовищ (Чад є експортером нафти з жовтня 2003 року).
На наступних президентських виборах 20 травня 2001 року перемогу знову одержав І. Дебі (63,17 % згідно з офіційними даними), а його сила (Патріотичний рух…) завдала нищівної поразки опозиційним силам на парламентських виборах 21 квітня 2002 року (110 зі 155 мандатів).
З 2003 року особливо дестабілізаційним чинником у Чаді став суданський — унаслідок громадянської війни у цій країні різко збільшився потік мігрантів до Чаду. Зусилля ООН та інших міжнародних організацій не змогли запобігnb гуманітарній катастрофі як у Суданському Дарфурі, так і в прикордонних територіях обох (Судану і Чаду) держав. Величезна кількість біженців (до 1,8 млн осіб за розрахунками експертів ООН) підірвали чадську економіку і незабаром призвели до хвилі соціального обурення. 16 травня 2004 року в країні здійснено спробу державного військового перевороту. Парадоксальним було те, що очільниками заколоту стали також, як і президент, вихідці з народу загава, незадоволені його політикою у дарферському конфлікті. Унаслідок 48-годинних переговорів кризу залагодили без кровопролиття. А за 10 днів, 26 травня 2004 р. підконтрольний Дебі парламент ухвалив поправку до конституції, за якою президент може обиратися на необмежене число каденцій.
У наступні роки в Чаді збереглась неспокійна як внутрішньо-, так і зовнішньополітична ситуація. У грудні 2005 року активізувалися бої на чадсько-суданському кордоні, до опозиції перейшли племінники-близнюки І. Дебі Том і Тіман Ердімі, низка впливових військовиків на чолі з генералом Себі Агіда. А 15 березня 2006 року їхніми прибічниками у Нджамені на час візиту Ідрісса Дебі Ітно до Екваторіальної Гвінеї знову здійснено невдалу спробу державного перевороту, що, однак, призвело лише до ескалації конфлікту, зокрема, кривавих сутичок наприкінці березня 2006 року в прикордонні, у яких ініціативу перехопили заколотники, просуваючись углиб Чаду.
13 квітня 2006 року бої проурядових і повстанських сил розгорнулися вже на підступах до Нджамени. Однак атаки повстанців відбили, а їх вигнали до Судану. На нових президентських виборах (3 травня 2006 року) внаслідок бойкоту опозиції Ідріс Дебі переміг уже в 1-му турі (64,67 % голосів, спершу оголосили про 77,6 % голосів).
Напруження в Чаді збереглося, і значно активізувалося на початку 2008 року, коли 2 лютого повстанським військам удалося прорватися до столиці країни. Після декількох днів жорстоких боїв під тиском міжнародної спільноти, протидіючі сторони сіли за стіл переговорів. І. Дебі знову зберіг президентську посаду, а на початку березня 2008 року на саміті в столиці Сенегалу Дакарі за участі міжнародних посередників — генерального секретаря ООН Гі Муна і президента Сенегалу Абдулая Вада підписано пакт про виконання всіх раніше укладених мирних угод між Ідрісом Дебі та президентом Судану Омаром Баширом.

### 2010-ті
25 квітня 2011 року Дебі було переобрано на четвертий термін з 88,7 % голосів. Еммануель Надінгара знову став прем'єр-міністром.
1 травня 2013 року уряд Чаду повідомив про попередження військового перевороту з метою повалення Дебі.
У січні 2019 року Дебі та прем'єр-міністр Ізраїлю Беньямін Нетаньягу оголосили про відновлення дипломатичних відносин між Чадом та Ізраїлем. Нетаньягу описав свій візит до Чаду як «частину революції в арабському та мусульманському світі».

### 2020-ті
Дебі підписав законопроєкт про скасування смертної кари в Чаді 2020 року. Востаннє вона застосовувалася проти терористів 2015 року.

## Загибель
Дебі загинув 17-18 квітня 2021 року під час боїв із повстанцями на півночі Чаду. Про загибель було оголошено 20 квітня, а 19 квітня, виборча комісія оголосила про його перемогу на президентських виборах, що пройшли 11 квітня (80 % голосів). Знаючи про перемогу заздалегідь, Дебі вирушив на північ, оскільки в день виборів 11 квітня повстанська коаліція увійшла з Лівії до Чаду. Повстанці з групи «Fact» («Фронт змін і злагоди» в Чаді), напали на прикордонний пост 11 квітня під час наступу на столицю Нджамену. Уряд і парламент було розпущено, і протягом 18 місяців країною мала керувати військова рада.